# 아라칸 로힝야 구세군
아라칸 로힝야 구세군(버마어: အာရ်ကန်ရိုဟင်ဂျာ ကယ်တင်ရေးတပ်မတော်, 영어: Arakan Rohingya Salvation Army; ARSA)은 미얀마 라카인주 북부에서 활동중인 로힝야족 분란단체다. 2016년 12월 작성된 국제위기감시기구 보고서에 따르면 지도자는 파키스탄 출신으로 사우디아라비아에서 성장한 아타 울라흐라는 로힝야족 남성이다.